# Dr. Raymond Langston
Dr. Raymond Langston is een personage uit de CBS-televisieserie CSI: Crime Scene Investigation. Langston wordt gespeeld door Laurence Fishburne.

## Biografie
Raymond Langston is geboren in Seoul, Zuid-Korea. Zijn vader, een soldaat en een veteraan van de Koreaanse Oorlog, was een gewelddadige man, vaak betrokken bij vechtpartijen op het slagveld. Langston behaalde een medische graad en werd een patholoog-anatoom in een ziekenhuis. Een co-werknemer bij zijn ziekenhuis bleek een 'engel des doods', die 27 patiënten heeft vermoord. Langston schreef een boek over de ervaringen, dat niet alleen werd gelezen door Gil Grissom, maar ook door Dr. Tom Loman (van CSI: Miami). Daarna werd Langston een professor aan de universiteit, maar hij bleef pro bono werk als chirurg doen. Het was in deze hoedanigheid dat hij in contact kwam met het CSI-team, toen dit CSI-team van Grissom een reeks moorden onderzocht. Deze moorden kwamen overeen met de moorden van een seriemoordenaar die werd geïnterviewd voor de klas van Langston. Nadat de zaak was gesloten, heeft Grissom Langston gevraagd om bij het team te komen als Las Vegas CSI Level 1.
Op zijn eerste dag, in "The Grave Shift", worstelde hij om vingerafdrukken te nemen (hij verpestte de print), liet een lichaam per ongeluk vallen en haar liet haar shirt scheuren. Ook kwam zijn stropdas vast te zitten en zat het onder het bloed van het slachtoffer, waardoor het bewijs werd. Hij ontving een niet erg warm welkom van David Hodges, die nog steeds ontevreden was over het vertrek van Gil Grissom. Het team accepteerde hem echter als een van hen, hij werd uitgenodigd voor een diner met hen. In "Deep Fried en Minty Fresh", blijkt dat Langston Mandarijn spreekt. In de aflevering "No Way Out" werd hij en collega CSI Riley Adams gegijzeld in de nasleep van een schietpartij in een rustige wijk in Las Vegas, waar Riley de verdachte heeft kunnen ontwapenen. In de eerste aflevering van seizoen tien, blijkt dat Langston tal van cursussen heeft gevolgd, zelfs zoveel dat hij er een aantal uit eigen zak heeft moeten betalen. Hij werd gepromoveerd tot CSI Level 2.
In "Sin City Blues ', weigerde hij zijn DNA te geven. Over de reden werd later gespeculeerd door Wendy Simms en David Hodges in "Doctor Who", hoewel de twee geen officiële conclusies trokken. Aan het eind van seizoen 10 werd hij neergestoken door de seriemoordenaar Nate Haskell in de laatste minuten van de laatste aflevering. Hij verliest een nier, maar zijn toestand is stabiel, en hij kan al snel weer vanuit het ziekenhuis met een videoverbinding het CSI-team helpen. 
Langston heeft vele uiteenlopende interesses en hobby's. Hij houdt van bluesmuziek, heeft ervaring in vechtsporten en hij rijdt op een motorfiets.
Eind seizoen 11, ontsnapt Haskell uit de gevangenis op ingenieuze wijze. Hij zint op wraak, omdat Langston hem heeft weten te arresteren. Vervolgens kidnapt hij de ex-vrouw van Langston, en verkracht die. Als Langston hem weet te achterhalen in een huis, slaat hij Haskell zo hard dat hij sterft, met behulp van zijn medische kennis. Begin seizoen 12 wordt Langston uit zijn functie ontheven, en worden Catherine Willows en Nick Stokes disiplinair gestraft, omdat ze Langston hebben geholpen met het doden van Haskell.